# SpVgg ASCO Königsberg
Die SpVgg ASCO Königsberg war ein deutscher Sportverein der ostpreußischen Hauptstadt Königsberg. Der Verein entstand am 1. Juli 1919 aus dem Zusammenschluss der beiden Fußballvereine SC Ostpreußen 1902 Königsberg und Akademischer SC 1905 Königsberg als Vereinigung Akademischer SC – SC Ostpreußen (A.S.C.O.) Königsberg. 1921 wurde der Verein schließlich umbenannt.

## Geschichte der Vorgängervereine

### Sportclub Ostpreußen

Die Vereinsfarben des SCO leiteten sich von den Farben der Provinz Ostpreußen ab.

Am 1. August 1902 gründete der ehemalige FC Königsberg-Spieler Alfred Hirsch mit sieben Mitstreitern den SC Ostpreußen. Vereinsfarben und -wappen erinnerten an die Symbole der Provinz Ostpreußen: schwarz-weiß, Abzeichen war der schwarze Adler auf weißem Grund.
Der Verein hatte seine Heimat im Stadtteil Maraunenhof. Als erste Spielstätte fungierte der Zirkusplatz vor dem damaligen Steindammer Tor. Spiele wurden zunächst nur gegen den FC Königsberg ausgetragen, der stets als Sieger aus den Begegnungen hervorging.
Bereits 1904 verließen mehrere Mitglieder den Verein, die daraufhin den FC Prussia gründeten. Der Verein konnte diese Krise jedoch überstehen.
Der SCO war Gründungsmitglied bei der am 3. September 1904 vollzogenen Gründung des Verbandes Königsberger Ballspiel-Vereine und sein Vorsitzender Hirsch wurde erster Schriftführer.
Durch den Wegzug des Vereinsgründers Hirsch nach Hamburg im Jahre 1905 verlor die Fußballabteilung eine wesentliche Stütze, während zur gleichen Zeit die Leichtathleten erste Erfolge feiern konnten. Der Norweger Ingebretzen gründete eine Eishockeyabteilung innerhalb des Vereins, die überwiegend aus in Königsberg ansässigen Schweden und Norweger bestand. Ebenfalls 1905 wurde mit dem erst im April des Jahres gegründeten Akademischen Sportclub ein gemeinsamer Übungsbetrieb vereinbart. Der ASC hatte seinen Schwerpunkt im Turnen, Eissport und der Leichtathletik, Fußball war Hauptsport im SCO. So wurden bereits vor der Fusion freundschaftliche Beziehungen gepflegt und Sportaktivitäten ausgetauscht.
Überregionale Aufmerksamkeit konnte der Verein mit der Einweihung des eigenen Sportplatzes, dem Ostpreußen-Sportplatz mit Tribüne und Clubhaus am Königsberger Oberteich, erregen. Am 16. Juni 1906 wurde der Platz mit einem Leichtathletikvergleich und einem Freundschaftsspiel gegen den FC Königsberg (0:4) eröffnet. Der Ostpreußen-Sportplatz wurde als vorbildlich bezeichnet und galt zu diesem Zeitpunkt als der modernste Sportplatz Ostdeutschlands. Die Pläne gingen auf das Jahr 1903 zurück, als von mehreren Mitgliedern diese Anlage geplant und mit 30.000 Mk veranschlagt wurde. Der Verein war allerdings mit 68 Mitgliedern zu klein, um dieses Projekt stemmen zu können. Erst im Dezember 1905 konnte mit dem Bau der Sportanlagen begonnen werden, nachdem eine 15.000 m² große Parzelle des Bendixschen Terrains am Oberteich gepachtet werden konnte und die Terrain AG Maraunenhof einen Teil der Planierungsarbeiten kostenlos übernahm.
Wie viele andere Vereine in Deutschland zu jener Zeit betätigte sich der SC Ostpreußen auch als „Geburtshelfer“ für Vereinsgründungen. Vereinsmitglied Paul Unruh hob z. B. den Elbinger SV 05 aus der Taufe, und der SC Preußen Insterburg sah sich durch seine Vereinsgründer stets als „Schwesterclub“ des SCO. Zwischen Preußen Insterburg und Ostpreußen Königsberg fanden jährliche Vergleiche im Fußball und der Leichtathletik statt, an denen später auch der SC Lituania Tilsit teilnahm. Auch Labiau verzeichnete eine erfolgreiche Gründung durch den SCO.
Ebenfalls war der Verein in der Mitgliederwerbung sehr aktiv und versuchte in den höheren Lehranstalten Neumitglieder anzuwerben. Aus der Burgschule, dem Wilhelms- und dem Altstadt-Gymnasium rekrutierten sich zahlreiche Sportler für den Club.
Ab 1907 war der Verein – zunächst zusammen mit dem ASC – Veranstalter des jährlich stattfindenden Ostdeutschen Eissportfestes. Zudem wurde erstmals ein Wettgehen von Cranz nach Königsberg veranstaltet, das als regelmäßige jährliche Veranstaltung Einzug in den Sportkalender fand. Die Leichtathleten verzeichneten bei ostdeutschen Sportwettkämpfen, die „Olympische Spiele“ genannt wurden, viele Erfolge. Der dort von Hans Kurtzahn aufgestellte Rekord im Standweitsprung von 3,14 m verfehlte den olympischen Rekord nur um einen halben Zentimeter und wurde erst nach dem Ersten Weltkrieg überboten.
Mit Karl Hans Wiede wurde 1909 erstmals ein Wintersportwart ernannt, der u. a. eine Rollhockey-Abteilung gründete. Diese diente in erster Linie zur Trainingsvorbereitung für die Eishockeyspieler und übte in der Tiergartenhalle. Es wurde jedoch auch ein Wanderpreis mit anderen Vereinen ausgespielt.
Die Ämterniederlegung zahlreicher Vorstandsmitglieder lähmte für lange Zeit die Vereinstätigkeit, bis im Herbst 1910 ein neuer Vorstand eingesetzt werden konnte. Den Königsberger Burschenschaften, den Schülern der Baugewerkschule und dem Damen-Turnverein wurde der Ostpreußen-Sportplatz einmal wöchentlich zum Training überlassen. 1911 sank die Mitgliederzahl auf 50 Personen ab, aber bereits im Folgejahr war wieder ein Anstieg zu verzeichnen. Alleine die Fußballabteilung konnte drei Mannschaften zu den Ligawettbewerben melden. Zudem wurde das Schlagballspiel heimisch im SCO.
Nachdem die Schulleitungen zunehmend die Sportentwicklung in der Stadt unterstützten, stieg auch die Mitgliederzahl im SCO an. 1913 schließlich konnte die Fußballmannschaft erstmals gegen den VfB Königsberg mit 3:1 gewinnen.
Zusammen mit dem VfB war der SC Ostpreußen Veranstalter der Deutschen Meisterschaft im Eisschnelllauf, die am 24. und 25. Januar 1914 im Königsberger Tiergarten ausgetragen wurden.
Im gleichen Jahr war man beim nationalen Leichtathletik-Fest in Eydtkuhnen und bei den 8. nationalen „Olympischen Spielen“ erfolgreich, die erstmals mit großer Beteiligung mit Sportlern aus Breslau und Danzig wenige Tage vor Kriegsbeginn stattfanden.
Mit Beginn des Ersten Weltkrieges ruhte der Sportbetrieb in ganz Ostpreußen, das 1914/15 Kriegsgebiet war. Der vereinseigene Sportplatz wurde von der Militärverwaltung als Truppenübungsplatz beschlagnahmt, und die wenigen nicht eingezogenen Vereinsmitglieder konnten das Vereinsleben, abgesehen von Geselligkeitsveranstaltungen, nicht aufrechterhalten. 32 Vereinsmitglieder fielen im Krieg, das entsprach ein Drittel der Mitgliederzahl. Dazu kam eine große Anzahl Vermisster.
Durch Spenden der Mitglieder und dem Verkauf des Clubheims konnten die Schulden des Vereins, die während des Krieges entstanden, getilgt werden. Allerdings wurde der Pachtvertrag für den Sportplatz nicht verlängert, der Verein wurde heimatlos und der Fortbestand stand zur Debatte.
Bei der ersten Generalversammlung am 29. Januar 1919 wurde das Weiterbestehen des Clubs einstimmig beschlossen, nachdem die Benutzung des Palaestra-Sportplatzes für den SCO in Aussicht gestellt wurde.
Ab März 1919 konnten die Sportler an zwei Wochentag den Palaestra-Sportplatz nutzen. Neben den Leichtathleten waren die Schlagball- und Hockeymannschaften die Nutznießer, während die Fußballer eine kombinierte Elf mit den Akademikern bildeten. Höhepunkt war ein 5:2-Erfolg über Prussia-Samland.
Sehr bald reiften die Pläne für eine Fusion beider Vereine. Am 20. Juni 1919 beschloss die außerordentliche Generalversammlung des SC Ostpreußen die Vereinigung mit dem ASC.

### Akademischer Sportclub Königsberg
Auf Initiative der beiden Albertina-Studenten Gustav Sembill und Hans Kallmeyer wurde am 15. April 1905 in der Palaestra Albertina der Akademische Sportclub als studentischer Sportverein der Universität gegründet. Sembill wurde zum ersten Vorsitzenden gewählt. Der Verein erlebte einen raschen Aufschwung und konnte bereits im Gründungsjahr erste Erfolge bei der Zoppoter Sportwoche und dem Sportfest in Cranz erzielen. Das Sportangebot war vielfältig. In erster Linie wurde Leichtathletik betrieben, ferner fanden der Turnsport sowie eine Schwimmabteilung im Verein ein Zuhause. Die Ruderer waren dem Ruderverein Prussia angeschlossen. Fußball, Hockey und Schlagball wurden erst später ins Programm aufgenommen, während bereits im Winter 1905/06 Eishockey, bis 1918 als Bandy ausgeübt, und Florettfechten betrieben wurden. Ergänzt wurde das Sportangebot durch Eisschnelllauf und Eiskunstlauf.
Als Clublokal fungierte in der Anfangszeit die Palaestra, trainiert wurde z. T. der Innenhof der Palaestra oder vor den Pferdeställen in Karolinenhof. Ab 1906 durfte der Ostpreußen-Sportplatz des SCO mitbenutzt werden. Die Sportstätte der Eissportler war die Oberteichbahn.
Zwischen dem SC Ostpreußen und dem ASC entwickelte sich ein freundschaftliches Verhältnis. Zusammen wurde 1906 das erste Ostdeutsche Eissportfest veranstaltet, dass von ca. 500 Zuschauern verfolgt wurde.
1907 war das Sportangebot um Ringen, Boxen und Kunstspringen angewachsen, die Ruderabteilung hingegen musste aufgelöst werden. Nachdem der Arzt Luerssen dem Verein beitrat, wurde die sportärztliche Überwachung der Mitglieder eingeführt. Damit war der ASC Vorreiter in Ostdeutschland. Luerssen führte auch sportärztliche Vorträge in den Schulen und Kooperationen der Stadt. Der Verein fand bei der Verbreitung der Sportidee die volle Unterstützung der Palaestra.
Vor allem in der Leichtathletik wurde der Club in Ostpreußen führend. Als eigene Veranstaltung wurde das Palaestrafest organisiert, an dem auch auswärtige Universitäten ihre Teilnehmer stellten, die Geburtsstunde der traditionellen Hochschulwettkämpfe Danzig – Königsberg.
Auch in dem in Ostpreußen sehr populären Schlagballspiel gehörten die ASCler zur Spitze. Jährlich stellten sie sich den im Juni ausgetragenen Spielen um den von Prinz Friedrich Wilhelm gestifteten Ehrenpokal.
1908 wurde der Verein mit der Ausrichtung der Cranzer Sportwoche betraut. Das Vorstandsmitglied Carl Bechler vertrat bei den Olympischen Spielen 1908 in London die deutschen Farben im 100-Meter-Lauf, wurde aber im Vorlauf mit 11,4 Sekunden nur Zweiter und schied nach Losentscheid aus, nachdem der britische Läufer Patrick Roche ebenfalls in 11,4 Sekunden ins Ziel kam. Bechler trat auch im Speerwurf an, sein Ergebnis ist unbekannt.
Für die Entwicklung des Sports in Ostpreußen war die Gründung des Baltischen Rasen- und Wintersportverbandes (BRWV) von organisatorischer Bedeutung, die auf Initiative von Gustav Sembill zurückging.
Die ansteigenden sportlichen Aktivitäten führten zu akuten Platzproblemen, die erst durch die Mitbenutzung des Trainingsgelände des SV Prussia-Samland Königsberg gelöst werden konnten. 1909 war auch weiterhin in der Leichtathletik ein erfolgreiches Jahr, während es der Hockeyabteilung an ernsthafter Konkurrenz fehlte. Mit dem Engländer Joi Edwards konnte für die Boxabteilung ein erfahrener Trainer verpflichtet werden.
Auch in den Jahren 1910 und 1911 wurden die Leichtathleten überlegene Verbandsmeister, die Unterlagen mit den Details sind allerdings verschollen. Höhepunkt des Vereins in jenen Jahren waren die dritten offiziellen Hochschulmeisterschaften am 17. Juli 1910 in Cranz, die unter der Schirmherrschaft des deutschen Kronprinzen vom ASC veranstaltet wurden. Die Fußballer wurden Meister der 2. Klasse und stiegen erstmals in die 1. Klasse auf.

## Ende des Vereins
Im Nachwuchs war der Verein während des Krieges zuletzt noch sehr Erfolgreich, mehrere Mädchen von ASCO Königsberg waren in der Königsberger Handballmannschaft die 1942 in Breslau überraschend nach 1940 zum zweiten Mal deutscher Jugendmeister im Frauenhandball wurden (Betreut wurde die Auswahl von Ostpreußens Handballikone Siegfried Perrey). Allein beim 7:1 Endspiel Sieg über Düsseldorf traff die ASCO Spielerin Gerda Lingenau 5 mal. Im Eishockey konnte die Jugendmannschaft 1942 die Meisterschaft von Königsberg gewinnen. Bester Spieler war der Jugend Eishockey Auswahlspieler Hans Klinger der  später im Fußball beim VfB Königsberg und nach dem Krieg erfolgreich in der BRD in der Fußball Oberliga spielte.
Mit den ersten schweren Bombenangriffen im Zweiten Weltkrieg Ende August 1944 kam das Königsberger Vereinsleben zum Erliegen. Mit der Flucht und Vertreibung der deutschen Bevölkerung aus Königsberg im Jahre 1945 endete die Existenz des Vereins.
In der Bundesrepublik Deutschland lebte der Verein in einer Traditionsgemeinschaft fort, die Mitglied in der „Traditionsgemeinschaft der Leichtathleten aus den deutschen Ostgebieten e. V.“ wurde. Als Nachkriegssitz des Restvereins wurde Hamburg gewählt.

## Handball
Die Handball-Frauen von ASCO Königsberg erreichten bei der Deutschen Feldhandball-Meisterschaft der Frauen 1942/43 den dritten Platz. ASCO Königsberg stellte 1940 und vor allem 1942 viele Mädchen die mit der Königsberger Auswahlmannschaft (damals als BDM "Bannmannschaft") im Jugendhandball deutscher Frauenmeister wurden. 1942 waren von ASCO Königsberg dabei: Gerda Lingenau, Dorothea Heinrici, Ingeborg Schröder, Hildegard Pluschke und Judith Wagner.

## Bekannte Namen
- Carl Bechler (1886–1945); Leichtathlet, Teilnehmer an den Olympischen Spielen 1908 in London im 100-Meter-Lauf und Speerwurf.
- Fritz Bouillon (1903–?); Spieler und internationaler Fußballschiedsrichter.
- Bruno Mäser (1904–1960); Deutscher Meister im Speerwurf 1930 und 1931.
- Fritz Ruchay (1909–2000); Nationalspieler und Auswahlspieler Ostpreußens für SV Prussia-Samland Königsberg; Trainer u. a. von SV Waldhof Mannheim und Stuttgarter Kickers.